# Callyspongia (Cladochalina) aculeata
Callyspongia (Cladochalina) aculeata is een sponssoort uit de klasse van de gewone sponzen (Demospongiae). Het lichaam van de spons bestaat uit kiezelnaalden en sponginevezels, en is in staat om veel water op te nemen. De wetenschappelijke naam werd gepubliceerd in 1759 door Carl Linnaeus.

## Beschrijving
Callyspongia aculeata heeft gewoonlijk een buisvormig groeipatroon, hoewel de sterkte van de stroming de groeivorm beïnvloedt. De lange, rechtopstaande buisjes lopen licht taps toe en hebben een brede opening tot 2,5 cm in diameter met een dunne wand. De spons heeft zeer elastische buisjes die in lengte variëren en afzonderlijk of met andere buisjes kunnen staan. De spons is ruw met onregelmatige putjes en knobbeltjes die het oppervlak bedekken. De soort wordt aangetroffen op harde oppervlakken, meestal rifplateau's en diepe rifhellingen.
Deze sponzensoort wordt vaak gekoloniseerd door Umimayanthus parasiticus, een koloniale anemoon, en Ophiothrix suensonii, een slangster. Hij voedt zich met fytoplankton en detritus. De kleur van C. aculeata is variabel, van rood tot oranje, lavendel tot bruingrijs, groengrijs en soms lichtbruin.

## Verspreiding
Callyspongia aculeata leeft in de Caraïben, Florida, Bermuda en de Bahama's. Hij groeit bij een temperatuur van 20-24 °C.